# Udo Kempf
Udo Kempf (* 29. März 1943 in Remscheid-Lennep) ist ein deutscher Politikwissenschaftler.

## Leben
Nach der Reifeprüfung am neusprachlichen Gymnasium in Remscheid-Lennep 1962 begann Udo Kempf das Studium der Geschichte, Romanistik und Politikwissenschaft an der Universität Bonn. Während des Studienjahres 1963/64 besuchte er die Universität Grenoble, ab dem Wintersemester 1964/65 setzte er sein Studium an der Eberhard-Karls-Universität Tübingen fort und promovierte hier 1970 bei dem bekannten Politikwissenschaftler Klaus von Beyme. Im Anschluss daran war Kempf zehn Monate am Institut d’études politiques de Paris tätig. Von 1971 bis 1974 war er als wissenschaftlicher Assistent an der Universität Hamburg tätig. Im Jahre 1974 wurde er Dozent, ab 1979 Professor für Politikwissenschaft an der Pädagogischen Hochschule Freiburg/Br.
In seinen zahlreichen Veröffentlichungen beschäftigt sich Kempf vor allem mit dem politischen System Frankreichs, außerdem mit Bürgerinitiativen und der Funktion des Staatsoberhaupts in der Demokratie. Besonders hervorzuheben ist auch das von ihm herausgegebene inzwischen vierbändige biografische Handbuch zu den deutschen Bundesregierungen nach 1949.

## Veröffentlichungen (Auswahl)
- Zur Kandidatenaufstellung in Frankreich am Beispiel der "Union pour la Nouvelle République" und ihrer Koalitionspartner (= Schriften zum öffentlichen Recht, Bd. 216). Duncker & Humblot, Berlin 1973, ISBN 3-428-02922-4 (Dissertation Universität Tübingen).
- Bürgerinitiativen. Neue Formen politischer Beteiligung. Bundeszentrale für Politische Bildung, Bonn 1974.
- Das politische System Frankreichs. Eine Einführung (= Studienbücher zur Sozialwissenschaft, Bd. 21). Westdeutscher Verlag, Opladen 1975, ISBN 3-531-21312-1, (5. Aufl. Springer VS, Wiesbaden 2017, ISBN 978-3-658-08207-9).
- (Mithrsg.): Einführung in die politische Wissenschaft. Beispiele, Gegenstandsbereiche, Definitionen. Alber, Freiburg 1977, ISBN 3-495-47362-9.
- (Hrsg., mit Bernd Guggenberger): Bürgerinitiativen und repräsentatives System. Westdeutscher Verlag, Opladen 1978, ISBN 3-531-11421-2 (2. Aufl. 1984).
- (Mitautor): Christlich-demokratische und konservative Parteien in Westeuropa. Bd. 2: Großbritannien, Frankreich (= UTB, Bd. 1216). Schöningh, Paderborn 1983, ISBN 3-506-99365-8.
- mit Herbert Uppendahl: Ein deutscher Ombudsmann. Der Bürgerbeauftragte von Rheinland-Pfalz unter Berücksichtigung von Petitionsinstanzen in Europa und Nordamerika. Leske und Budrich, Opladen 1986, ISBN 3-8100-0521-5.
- mit Jürgen Hartmann: Staatsoberhäupter in westlichen Demokratien. Strukturen, Funktionen und Probleme des "höchsten Amtes". Westdeutscher Verlag, Opladen 1989, ISBN 3-531-11925-7 (neue Ausgabe u.d.T. Staatsoberhäupter in der Demokratie, VS Verlag, Wiesbaden 2011, ISBN 978-3-531-18290-2).
- (Hrsg. und Mitautor): Politik und Politikstile im kanadischen Bundesstaat. Gesundheits- und energiepolitische Entscheidungsprozesse im Provinzenvergleich. Leske und Budrich, Opladen 1991, ISBN 3-8100-0932-6.
- (Hrsg.): Québec. Wirtschaft – Gesellschaft – Politik (= Kanada-Studien, Bd. 15). Brockmeyer, Bochum 1994, ISBN 3-8196-0212-7 (2. Aufl. 1999).
- (Mitautor): Rhône-Alpes. Eine europäische Region im Umbruch (= Studien des Frankreich-Zentrums der Albert-Ludwigs-Universität Freiburg, Bd. 3). Berlin-Verlag Spitz, Berlin 1998, ISBN 3-87061-748-9.
- (Hrsg.): Kanzler und Minister 1949–1998. Biografisches Lexikon der deutschen Bundesregierungen. Westdeutscher Verlag, Wiesbaden 2001, ISBN 978-3-322-80370-2.
- (Hrsg., mit Hans Georg Merz): Kanzler und Minister 2005–2013. Biografisches Lexikon der deutschen Bundesregierungen, Springer VS, Wiesbaden 2008, ISBN 978-3-531-14605-8.
- (Hrsg.): Kanzler und Minister 2005–2013. Biografisches Lexikon der deutschen Bundesregierungen. Springer VS, Wiesbaden 2015, ISBN 978-3-531-18382-4.
- (Hrsg., mit Markus Gloe): Kanzler und Minister 2013–2021. Biografisches Lexikon der deutschen Bundesregierungen. Springer VS, Wiesbaden 2023, ISBN 978-3-658-38668-9.

Festschrift
- Markus Gloe/Volker Reinhardt (Hrsg.): Politikwissenschaft und politische Bildung. Nationale und internationale Perspektiven ; Festschrift für Udo Kempf. VS Verlag für Sozialwissenschaften, Wiesbaden 2010, ISBN 978-3-531-17361-0